# Blancoa (geslacht)
Blancoa is een geslacht uit de familie Haemodoraceae. Het geslacht telt één soort, die voorkomt in Zuidwest-Australië.

## Soorten
- Blancoa canescens Lindl.